# Aleksander Rosiński
Aleksander Stanisław Rosiński (ur. 3 maja 1889 w Kozienicach, zm. 9 maja 1939 w Warszawie) – polski działacz niepodległościowy i księgowy, kawaler Orderu Virtuti Militari, oficer rezerwy Wojska Polskiego.

## Życiorys
Urodził się 3 maja 1889 w Kozienicach, ówczesnym mieście powiatowym guberni radomskiej, w szlacheckiej rodzinie Stanisława (zm. 1931), kapitana armii rosyjskiej, i Marii z Tatkiewiczów (zm. 1921). Był starszym bratem Bronisława Mariana Stanisława (1894–1940), kapitana administracji Wojska Polskiego, zamordowanego w Charkowie.
W 1908 ukończył Korpus Kadetów w Odessie, a 6 sierpnia 1910 Szkołę Wojskową w Kijowie. 6 sierpnia 1910 został mianowany podporucznikiem ze starszeństwem z 6 sierpnia 1909 i wysłany na Daleki Wschód do 37 pułku strzelców syberyjskich (ros. 37-й Сибирский стрелковый полк), który stacjonował w Błagowieszczeńsku. 10 czerwca 1911 został przydzielony do 3 zaamurskiego batalionu kolejowego (ros. 3-й Заамурский железнодорожный батальон), który stacjonował na stacji Echo Kolei Wschodniochińskiej, w celu odbycia praktyki. Zdał egzamin, lecz rosyjski Sztab Generalny odmówił przeniesienia go do wojsk kolejowych z uwagi na to, że był Polakiem. 23 sierpnia 1912 wrócił do swojego pułku. Od 19 kwietnia do 29 września 1913 był słuchaczem szkoły szermierczej 5 Syberyjskiego Korpusu Armijnego. 15 października 1913 awansował na porucznika ze starszeństwem z 6 sierpnia 1913. 30 października 1914 został przydzielony do 23 pułku strzelców syberyjskich, z którym wyruszył na front zachodni I wojny światowej. Po kilku miesiącach pobytu na froncie zachorował, a po wyzdrowieniu został 25 kwietnia 1915 przydzielony do zapasowego batalionu karabinów maszynowych w Oranienbaumie. Tam od 4 sierpnia do 10 grudnia 1915 w Oficerskiej Szkole Strzeleckiej ukończył kurs samochodów pancernych. 25 lutego 1916 został przydzielony do 36 oddziału samochodów pancernych (ros. 36-е броневое автомобильное отделение). 9 marca 1916 został skreślony z ewidencji 37 pułku strzelców syberyjskich. 25 listopada 1916 awansował na sztabskapitana.
W 1917 wstąpił do I Korpusu Polskiego w Rosji i został przydzielony do 8 pułku strzelców polskich. Wyróżnił się w nocy z 25 na 26  lutego 1918 w walce o wieś Pobołowo. Pod koniec lutego 1918 zdołał przyprowadzić 200 żołnierzy pułku do twierdzy Bobrujsk. Tam należał do funkcjonującej w korpusie Polskiej Organizacji Wojskowej, kierowanej Leopolda Lisa-Kulę. Po kapitulacji korpusu (21 maja 1918) razem z bratem opuścił twierdzę i przez Moskwę wrócił na Daleki Wschód, gdzie przebywali rodzice. W 1920 przyjechał do Polski i został wcielony do Wojska Polskiego.
1 czerwca i 20 października 1921 pełnił służbę w 3 dywizjonie samochodów pancernych, a jego oddziałem macierzystym był 3 dywizjon samochodowy. 20 października 1921 pułkownik Leon Silicki we wniosku na odznaczenie Orderem Virtuti Militari napisał:

W styczniu 1918 podczas rozłamu, jaki nastąpił w Dorohobużu w Rezerwowej Brygadzie i 8 pułku strzelców, który przybył z Zubcowa, podkapitan Rosiński zebrał 15 oficerów i około 150 żołnierzy i przybył z nimi do Jelni. W Jelni oddział ten jako kompania 8 pułku strzelców pod dowództwem wspomnianego podkapitana Rosińskiego, zostaje przydzielona do 10 pułku strzelców polskich i odbywa przemarsz z Jelni do Bobrujska. Pod Pobołowem podkapitan Rosiński ze swą kompanią szedł w awangardzie Dywizji, mając przed sobą konnych wywiadowców 10 pułku strzelców pod wodzą śp. podkapitana Dąbrowskiego, którzy dali znać, że w Pobołowie siedzą bolszewicy. Podkapitan Rosiński na rozkaz pułkownika Silickiego formuje kolumnę szturmową z kompanii 8 pułku i części 10 pułku, i rozpoczyna atak. Pod silnym ogniem nieprzyjacielskim podkapitan Rosiński z karabinem w ręku walczy na czele kolumny, zagrzewając swym przykładem żołnierzy, przebiega z jednego skrzydła na drugie (w tym trakcie ginie porucznik Zbigniew Jaworski, dowódca plutonu), kierując osobiście całą akcją. Po kilkugodzinnym nocnym boju podkapitan Rosiński na czele kolumny szturmem zdobywa Pobołowo, przy czym w jego ręce wpadają: dowódca grupy bolszewickiej – marynarz (nazwisko niewiadome), samochód opancerzony, karabiny maszynowe i ręczne, i amunicja. Zdobycie Pobołowa otworzyło dywizji wolną drogę do Bobrujska.

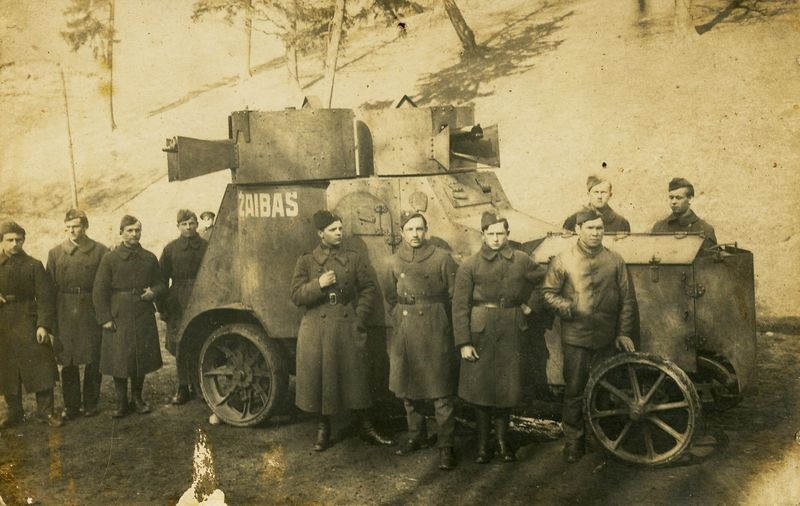
Samochód pancerny Iżorski-Fiat w służbie litewskiej. Tego typu wóz został zdobyty przez żołnierzy 8 pułku strzelców polskich w Pobołowie i służył w 3 Dywizji Strzelców Polskich pod nazwą „Czubaryk”

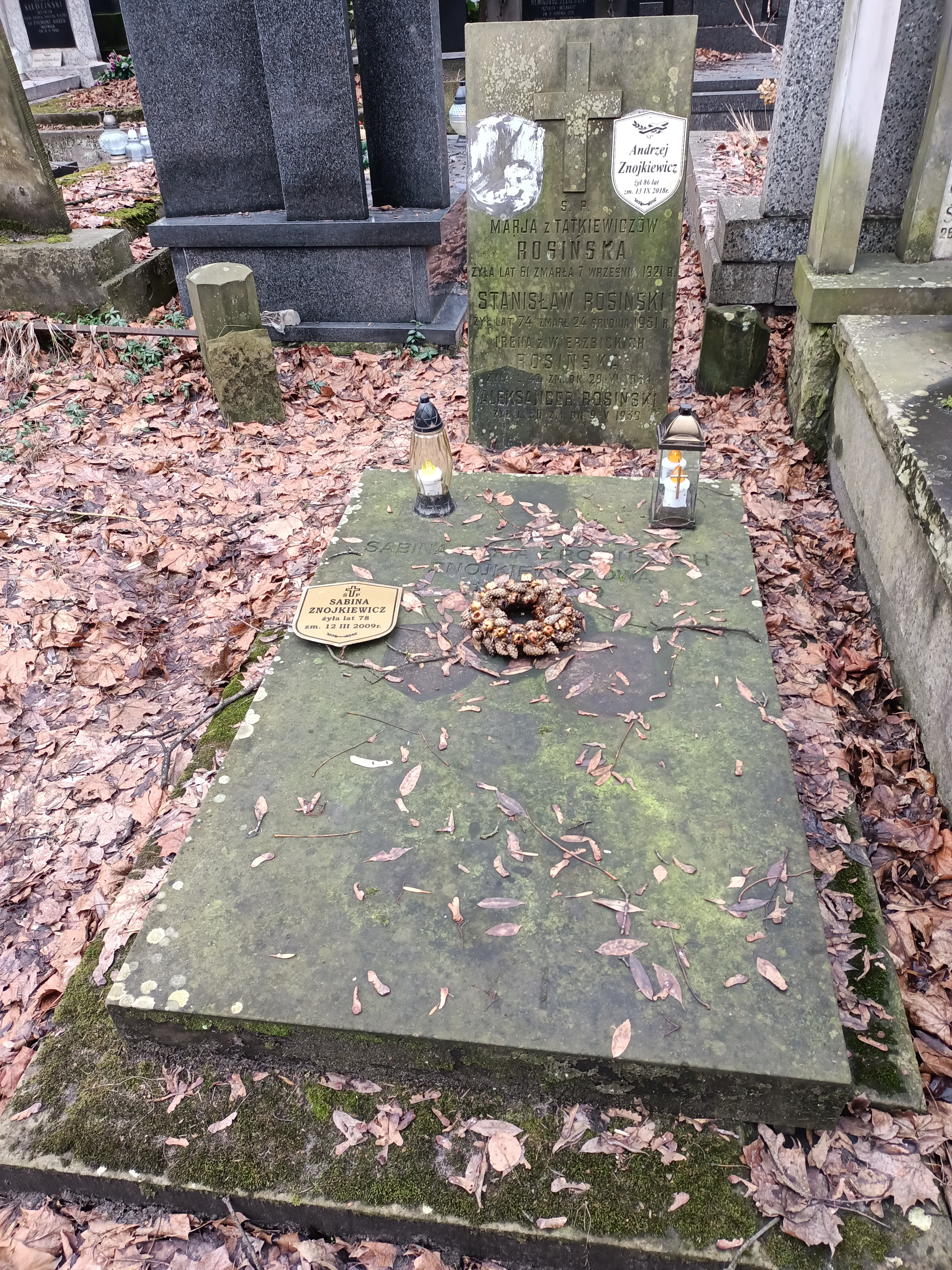
Grób Aleksandra Rosińskiego na cmentarzu Powązkowskim w Warszawie

W marcu 1922 został zdemobilizowany. Otrzymał przydział w rezerwie do 10 dywizjonu samochodowego w Przemyślu. 8 stycznia 1924 został zatwierdzony w stopniu kapitana ze starszeństwem z 1 czerwca 1919 i 4. lokatą w korpusie oficerów rezerwy samochodowych. 
W 1922 do Polski przyjechał jego ojciec (matka zmarła na Dalekim Wschodzie), który za fundusz emerytalny kupił 60 morgów ziemi, na których gospodarzył Arkadiusz Rosiński. W 1929 przeniósł się z rodziną do Warszawy, by móc kształcić dzieci. W maju 1933 był zatrudniony w Zakładach Graficznych B. Wierzbicki i Spółka w Warszawie, w charakterze kasjera i kierownika cynkografii. W 1934, jako oficer rezerwy korpusu samochodowego pozostawał w ewidencji Powiatowej Komendy Uzupełnień Warszawa Miasto III. Posiadał przydział do Kadry 10 batalionu pancernego w Łodzi. Mieszkał w Warszawie przy ul. Złotej 41 m. 6. Później przeprowadził się do Żyrardowa na ul. Mielczarskiego 8. W lutym 1938 otrzymał propozycję zatrudnienia w Oddziale Komunikacji Samochodowej PKP w Białymstoku, w charakterze pracownika umownego. Zmarł 9 maja 1939 w Warszawie i został pochowany w grobie rodzinnym na cmentarzu Powązkowskim.
Był żonaty z Ireną z Wierzbickich (zm. 1934), z którą miał czworo dzieci: Lidię (ur. 5 czerwca 1917), Halinę (ur. 6 kwietnia 1919), Wiktora (ur. 5 grudnia 1920) i Sabinę Marię (1931–2009), po mężu Znojkiewicz. Syn Wiktor, ps. „Kazik” poległ 23 września 1944 w powstaniu warszawskim jako strzelec Batalionu „Golski”.

## Ordery i odznaczenia
- Krzyż Srebrny Orderu Wojskowego Virtuti Militari nr 6796 – 10 maja 1922[30][25][31]
- Medal Niepodległości – 21 kwietnia 1937 „za pracę w dziele odzyskania niepodległości”[32][3][33]
- Odznaka pamiątkowa Polskiej Ligi Wojennej Walki Czynnej[34]
- Medal pamiątkowy 300-lecia Domu Romanowych – 18 września 1913[35]

18 września 1933 Komitet Krzyża i Medalu Niepodległości odrzucił wniosek o nadanie mu tego odznaczenia, a 21 czerwca 1938 rozpatrzył ponownie i Krzyża Niepodległości nie przyznał.